# Тримата повелители и Петимата императори
Тримата повелители и Петимата императори (на китайски: 三皇五帝, пинин: Sānhuáng wǔdì) са древни китайски митологични владетели и герои от периода ок. 2500 пр.н.е. – 2100 пр.н.е. Този период предшества династия Ся (Xia). Според легендите, Тримата повелители са полубогове, които помагат за създаването на човечеството и му дават важни умения и знания. В различните източници имената са различни: Фуси, Шенонг, Фалун Гонг; Фуси, Нюй-уа, Шенонг; Фуси, Шенонг, Хуан ди.
Петимата императори са велики мъдреци, пример за морални качества. От Хуан ди (2698 пр.н.е. – 2597 пр.н.е.) престолът преминал към племенника му Шао-хао (2597 пр.н.е. – 2514 пр.н.е.), след това към Чжуан-сю (2514 пр.н.е. – 2436 пр.н.е.), след това към Ди-Ку (2436 пр.н.е. – 2366 пр.н.е.), после към Ди-Чжи (2366 пр.н.е. – 2358 пр.н.е.) и накрая към Яо (2358 пр.н.е. – 2255 пр.н.е.), който бил едва ли не най-високо въплъщение на добродетел и мъдрост. Той обединил и привел в състояние на хармония страната, установил съгласие между хората, назначил умели помощници, които следили за порядките и внимавали за правилното летоизчисление. Яо пренебрегнал недостойния си син Дан и избрал за свой приемник съветника и помощника си, добродетелния Шун (2256 пр.н.е. – 2205 пр.н.е.), от племето Шан, но му назначил за регент Ю, потомък на Хуан ди. На престола Ю или Ю Велики встъпил в 2205 г. пр.н.е. и се счита за основател на династия Ся.